# Тельпук, Борис Никонович
Борис Никонович Тельпук — советский хозяйственный, государственный и политический деятель.

## Биография
Родился 27 марта 1893 года в деревне Бостынь (ныне — Лунинецкий район) в бедной крестьянской семье. У его отца было пятеро сыновей, а земли всего три гектара, которая состояла из болота, кустарников и неплодородной пашни.
Голод выгнал Бориса с отцовского дома в пятнадцать лет. Парень пошёл служить в ближайший маёнтак.
При разделе земли между братьями ему досталась пятая часть. Вскоре женился на Ольге Устиновне (05.03.1898 — 26.04.1976). В семье было 10 детей. Старшие дети работали на железной дороге, младшие учились. Жена Бориса Никоновича получала по многодетности денежную помощь.
С начала Великой Отечественной войны — партизан бригады имени Кирова. Старшие сыновья Михаил и Григорий стали бойцами отряда «За Родину», две дочери помогали в санчасти, а Борис Никонович был назначен комендантом семейного лагеря бригады имени С. М. Кирова, в котором проживало более тысячи женщин, детей и стариков с окружающих деревень. Под псевдонимом «Керенский», Борис Никонович организовывал хозяйственные работы жителей лагеря, уход за больными, выпечку хлеба, стирку, ремонт и обмен одежды для партизан.
За вклад в победу в Великой Отечественной войне Б. Н. Тельпук награждён Орденом Ленина, медалью «Партизану Отечественной войны» и другими наградами правительства.
Сразу же после освобождения Лунинецкого района Борис Никонович начал работать председателем сельского Совета в Дятловичах. Член КПСС с 1946 года.
В начале 1949 года в деревне Дятловичи был организован колхоз. Дятловцы-колхозники пожелали, что бы председателем колхоза был Тельпук. Колхоз имени Молотова насчитывал вначале 22 двора, а в 1950 году артель насчитывала уже более ста пятидесяти дворов.
Борис Никонович Тельпук неоднократно избирался депутатом сельского, районного Совета, в состав Лунинецкого райкома партии. В 1946 и 1950 году жители района избирали его депутатом Верховного Совета СССР, ему доверяли быть председателем Пинской области в Совете Национальностей Верховного Совета СССР.
Последние годы жизни Борис Никонович с женой Ольгой Устиновной жил у своей дочери Марии в городе Целиноград.
Скончался 13 декабря 1972 года, похоронен на Городском кладбище Астаны вместе с женой.